# Hans Ziglarski
Hans Ziglarski est un boxeur allemand né le 16 octobre 1905 à Białystok en Pologne et mort le 12 février 1975 à Berlin.

## Carrière
Affilié au Westen Berlin puis au SV 1880 München, il remporte la médaille d'argent aux Jeux de Los Angeles en 1932 dans la catégorie poids coqs. Après avoir battu Paul Nicolas et Joseph Lang, Ziglarski s'incline en finale contre le canadien Horace Gwynne.

## Palmarès

### Jeux olympiques
- Jeux olympiques de 1932 à Los Angeles[1] (poids coqs)

## Référence
1. ↑  (en) Résultats des Jeux olympiques 1932 (amateur-boxing.strefa.pl)